# Mets (cuisine)
Pour les articles homonymes, voir mets.

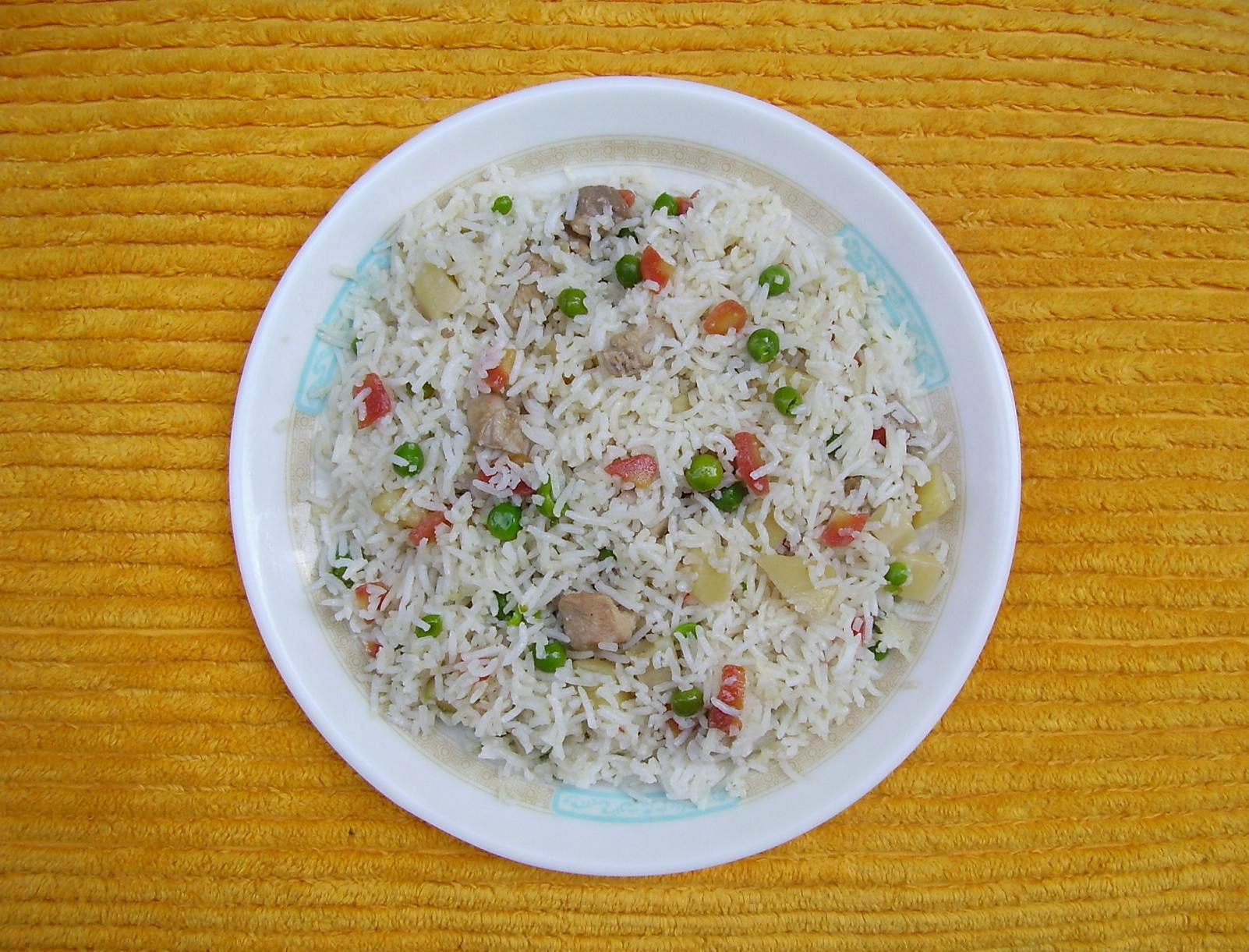
Assiette de riz cantonais chinois.

En cuisine, un mets est un plat ou un aliment préparé, servi lors d'un repas. Issu du latin mittere, le « mets » indique, au Moyen Âge, le plat cuisiné, solide ou liquide, que l'on place à table. Il en va à peu près de même dans l'acception actuelle, avec une connotation éventuellement un peu simpliste ou, au contraire, un rien précieuse.
Le « mets de mariage » était un droit seigneurial féodal impliquant que, lors de noces, un plat de toutes les viandes servies devait être porté dans la maison du seigneur ; des variantes ont existé selon les régions : le mari pouvait, par exemple, s'acquitter du droit en allant porter au seigneur deux brocs de vin, deux pains et une épaule de mouton, tout en étant accompagné de musiciens — parce qu'il devait danser avant de repartir.
Un mets qui est confectionné plus particulièrement dans un établissement (restaurant, pâtisserie) et/ou dans une zone géographique (région, ville) peut être une spécialité culinaire
Datant du XIIe siècle, ce mot a pour racine latine « ce qui est envoyé ». Il concerne le service d'un repas jusqu'à nos jours. Ce terme est employé 205 fois dans le livre Nouvelle cuisine bourgeoise pour la ville et pour la campagne (Huitième édition) d'Urbain Dubois en 1888. Actuellement parfois utilisé par les chroniqueurs gastronomiques (généralement pour éviter des doublons, la répétition de « plat », de « recette »), le mot « mets » l'est maintenant peu, oralement ou par écrit, quand les cuisiniers contemporains s'expriment. Par exemple, on ne le trouve pas, ou seulement de façon très marginale, dans la plupart des livres signés par les grands chefs français (Paul Bocuse, Michel Guérard, Jacques Maximin, Joël Robuchon, Marc et Paul Haeberlin, notamment).